# 39e cérémonie des People's Choice Awards
La 39e cérémonie des People's Choice Awards, organisée par Procter & Gamble, a eu lieu le 9 janvier 2013 au Nokia Theater de Los Angeles et a récompensé les artistes, films, séries et chansons ayant le mieux servi la culture populaire en 2012. Présentée par Kaley Cuoco, elle a été retransmise aux États-Unis par CBS .

## Numéros musicaux
- Alicia Keys - Girl on Fire et New Day
- Jason Aldean - My Kinda Party
- Christina Aguilera - Blank Page

## Palmarès

### Cinéma

#### Film préféré
- Hunger Games
  - The Amazing Spider-Man
  - Avengers
  - The Dark Knight Rises
  - Blanche-Neige et le Chasseur

#### Film d'action préféré
- Hunger Games
  - The Amazing Spider-Man
  - Avengers
  - The Dark Knight Rises
  - Men in Black 3

#### Film comique préféré
- Ted
  - 21 Jump Street
  - Dark Shadows
  - The Hit Girls
  - Ce qui vous attend si vous attendez un enfant

#### Film dramatique préféré
- Le Monde de Charlie
  - Argo
  - The Lucky One
  - Magic Mike
  - Je te promets

#### Acteur préféré
- Robert Downey Jr.
  - Channing Tatum
  - Johnny Depp
  - Joseph Gordon-Levitt
  - Will Smith

#### Actrice préférée
- Jennifer Lawrence
  - Anne Hathaway
  - Emma Stone
  - Mila Kunis
  - Scarlett Johansson

#### Acteur dramatique préféré
- Zac Efron
  - Bradley Cooper
  - Channing Tatum
  - Jake Gyllenhaal
  - Liam Neeson

#### Actrice dramatique préférée
- Emma Watson
  - Charlize Theron
  - Keira Knightley
  - Meryl Streep
  - Rachel McAdams

#### Acteur comique préféré
- Adam Sandler
  - Ben Stiller
  - Channing Tatum
  - Will Ferrell
  - Zach Galifianakis

#### Icône de cinéma préférée
- Meryl Streep
  - Emma Thompson
  - Maggie Smith
  - Michelle Pfeiffer
  - Susan Sarandon

#### Actrice comique préférée
- Jennifer Aniston
  - Cameron Diaz
  - Emily Blunt
  - Mila Kunis
  - Reese Witherspoon

#### Acteur d'action préféré
- Chris Hemsworth
  - Chris Evans
  - Christian Bale
  - Robert Downey Jr.
  - Will Smith

#### Héroïne préférée
- Jennifer Lawrence dans Hunger Games
  - Anne Hathaway dans The Dark Knight Rises
  - Emma Stone dans The Amazing Spider-Man
  - Kristen Stewart dans Blanche-Neige et le Chasseur
  - Scarlett Johansson dans Avengers

#### Film de franchise préféré
- Hunger Games
  - Avengers
  - The Dark Knight Rises
  - Madagascar 3
  - The Amazing Spider-Man

#### Superhéros de cinéma préféré
- Robert Downey Jr. en tant que Iron Man
  - Andrew Garfield pour le rôle de Peter Parker / Spider-Man dans The Amazing Spider-Man
  - Chris Evans en tant que Captain America
  - Chris Hemsworth en tant que Thor
  - Christian Bale en tant que Batman

#### Alchimie à l'écran préférée
- Jennifer Lawrence, Josh Hutcherson et Liam Hemsworth dans Hunger Games
  - Emma Stone et Andrew Garfield dans The Amazing Spider-Man
  - Kristen Stewart et Chris Hemsworth dans Blanche-Neige et le Chasseur
  - Rachel McAdams et Channing Tatum dans Je te promets
  - Scarlett Johansson et Jeremy Renner dans Avengers

#### Surnom des fans préféré
- Twihards (Twilight)
  - Potterheads (Harry Potter)
  - Ringers (Le Seigneur des anneaux)
  - Rum Runners
    - Pirates des Caraïbes : La Malédiction du Black Pearl (Pirates of the Caribbean: The Curse of the Black Pearl)
    - Pirates des Caraïbes : Le Secret du coffre maudit (Pirates of the Caribbean : Dead Man's Chest)
    - Pirates des Caraïbes : Jusqu'au bout du monde (Pirates of the Caribbean: At World's End)
    - Pirates des Caraïbes : La Fontaine de Jouvence (Pirates of the Caribbean: On Stranger Tides)

  - Tributes (Hunger Games)

### Télévision

#### Série dramatique préférée sur les réseaux
- Grey's Anatomy
  - Gossip Girl
  - Grimm
  - Once Upon a Time
  - Revenge

#### Série dramatique préférée sur le câble
- Leverage
  - Burn Notice
  - Pretty Little Liars
  - The Walking Dead
  - FBI : Duo très spécial

#### Série comique préférée sur les réseaux
- The Big Bang Theory
  - Glee
  - How I Met Your Mother
  - Modern Family
  - New Girl

#### Série comique préférée sur le câble
- Awkward
  - Hot in Cleveland
  - Philadelphia
  - Melissa and Joey
  - Psych : Enquêteur malgré lui

#### Série payante préférée sur le câble
- True Blood
  - Dexter
  - Game of Thrones
  - Homeland
  - Spartacus

#### Série criminelle préférée
- Castle
  - Bones
  - Esprits criminels
  - Les Experts
  - NCIS : Enquêtes spéciales

#### Série de science-fiction ou fantastique préférée
- Supernatural
  - Doctor Who
  - Once Upon a Time
  - Vampire Diaries
  - The Walking Dead

#### Nouvelle série dramatique préférée
- Beauty and the Beast
  - 666 Park Avenue
  - Arrow
  - Chicago Fire
  - Dr Emily Owens
  - Elementary
  - Last Resort
  - The Mob Doctor
  - Nashville
  - Revolution
  - Vegas

#### Nouvelle série comique préférée
- The New Normal
  - Ben and Kate
  - Go On
  - Guys with Kids
  - The Mindy Project
  - The Neighbors
  - Partners

#### Acteur dramatique préféré
- Nathan Fillion pour Castle
  - Ian Somerhalder pour The Vampire Diaries
  - Jared Padalecki pour Supernatural
  - Jensen Ackles pour Supernatural
  - Paul Wesley pour The Vampire Diaries

#### Actrice dramatique préférée
- Ellen Pompeo pour Grey's Anatomy
  - Emily Deschanel pour Bones
  - Ginnifer Goodwin pour Once Upon a Time
  - Nina Dobrev pour The Vampire Diaries
  - Stana Katic pour Castle

#### Acteur comique préféré
- Chris Colfer
  - Jesse Tyler Ferguson
  - Jim Parsons
  - Neil Patrick Harris
  - Ty Burrell

#### Actrice comique préférée
- Lea Michele
  - Jane Lynch
  - Kaley Cuoco
  - Sofia Vergara
  - Zooey Deschanel

#### Présentateur de talk-show de jour préféré
- Ellen DeGeneres pour The Ellen DeGeneres Show
  - George Stephanopoulos, Robin Roberts, Josh Elliott, Lara Spencer et Sam Champion pour Good Morning America
  - Kelly Ripa, et Michael Strahan pour Live! with Kelly|Live With Kelly and Michael
  - Al Roker, Ann Curry, Matt Lauer, Natalie Morales, Savannah Guthrie pour The Today Show
  - Barbara Walters, Joy Behar, Elisabeth Hasselbeck, Whoopi Goldberg, Sherri Shepherd pour The View

#### Présentateur de talk-show de soirée préféré
- Jimmy Fallon pour Late Night with Jimmy Fallon
  - Chelsea Handler pour Chelsea Lately
  - Conan O'Brien pour Conan
  - David Letterman pour Late Show with David Letterman
  - Jimmy Kimmel pour Jimmy Kimmel Live

#### Nouveau présentateur de talk-show préféré
- Steve Harvey pour The Steve Harvey Morning Show
  - Jeff Probst pour The Jeff Probst Show
  - Katie Couric pour Katie
  - Michael Strahan pour Live! with Kelly and Michael
  - Ricki Lake pour The Ricki Lake Show

#### Émission de compétition préférée
- The X Factor
  - America's Got Talent
  - American Idol
  - Dancing with the Stars
  - The Voice

#### Juge préféré
- Demi Lovato pour The X Factor
  - Adam Levine pour The Voice
  - Britney Spears pour The X Factor
  - Christina Aguilera pour The Voice
  - Jennifer Lopez pour American Idol

#### Surnom des fans préféré
- SpnFamily (Supernatural)
  - Gleeks (Glee)
  - Little Liars (Pretty Little Liars)
  - Oncers (Once Upon a Time)
  - TvdFamily (Vampire Diaries)

### Musique

#### Artiste masculin préféré
- Jason Mraz
  - Blake Shelton
  - Chris Brown
  - Justin Bieber
  - Usher

#### Artiste féminine préférée
- Katy Perry
  - Adele
  - Carrie Underwood
  - P!nk
  - Taylor Swift

#### Artiste pop préféré
- Katy Perry
  - Adele
  - Demi Lovato
  - Justin Bieber
  - P!nk

#### Artiste country préféré
- Taylor Swift
  - Blake Shelton
  - Carrie Underwood
  - Jason Aldean
  - Tim McGraw

#### Artiste hip-hop préféré
- Nicki Minaj
  - Drake
  - Flo Rida
  - Jay-Z
  - Pitbull

#### Artiste R&B préféré
- Rihanna
  - Alicia Keys
  - Beyoncé
  - Bruno Mars
  - Usher

#### Groupe préféré
- Maroon 5
  - Green Day
  - Linkin Park
  - No Doubt
  - Train

#### Nouvel artiste préféré
- The Wanted
  - Carly Rae Jepsen
  - Fun
  - Gotye
  - One Direction

#### Chanson préférée
- What Makes You Beautiful - (One Direction)
  - Call Me Maybe - (Carly Rae Jepsen)
  - One More Night - (Maroon 5)
  - We Are Never Ever Getting Back Together - (Taylor Swift)
  - We Are Young - (Fun ft. Janelle Monáe)

#### Album préféré
- Up All Night - (One Direction)
  - Believe - (Justin Bieber)
  - Blown Away - (Carrie Underwood)
  - Overexposed - (Maroon 5)
  - Some Nights - (Fun.)

#### Clip vidéo préféré
- Part of Me - (Katy Perry)
  - Boyfriend - (Justin Bieber)
  - Call Me Maybe - (Carly Rae Jepsen)
  - Gangnam Style - (PSY)
  - Payphone - (Maroon 5 ft. Wiz Khalifa)

#### Surnom des fans préféré
- KatyCats - (Katy Perry)
  - Beliebers - (Justin Bieber)
  - Directioners - (One Direction)
  - Lovatics - (Demi Lovato)
  - Selenators - (Selena Gomez)